# Marele Gatsby (film din 2013)
Marele Gatsby este un film dramatic și istoric, realizat după romanul omonim al lui F. Scott Fitzgerald. Filmul a fost produs și regizat de Baz Luhrmann; rolul lui Jay Gatsby este jucat de Leonardo DiCaprio, în timp ce Tobey Maguire, Carey Mulligan, Joel Edgerton și Elizabeth Debicki au roluri secundare. Producția a început în 2011 și a avut loc în Australia, pelicula având un buget de 105 milioane de dolari. Filmul urmărește povestea milionarului Jay Gatsby și a vecinului său, Nick (Maguire), în perioada de vârf a anilor '20 în New York.
Cu toate că filmul a primit recenzii mixte din partea criticilor, care au lăudat jocul actoricesc, dar au criticat coloana sonoră și lipsa de loialitate față de carte, spectatorii au răspuns mult mai pozitiv, iar nepoata lui F. Scott Fitzgerald a lăudat filmul, spunând că "Scott ar fi fost mândru". Este cel mai profitabil film al lui Baz Luhrmann, câștigând peste 353 milioane de dolari pe plan mondial. La cea de-a 86 ediție a Premiilor Oscar, filmul a câștigat premiul la categoriile: Cele mai Bune Decoruri și Cele mai Bune Costume.

## Intrigă
În 1929, Nick Carraway, veteran al Primului Război Mondial, se află la un spital de psihiatrie pentru a-și trata alcoolismul. El vorbește despre Jay Gatsby, descriindu-l ca pe cel mai optimist om pe care l-a întâlnit vreodată. Doctorul lui Nick îi sugerează să-și scrie gândurile, de vreme ce scrisul este singura pasiune a lui Nick.
În vara lui 1922, Nick se mută din Vestul mijlociu la New York, după ce abandonează scrisul. El închiriază o căsuță pe malul nordic al Long Island, în West Egg, care se află lângă conacul lui Jay Gatsby, un magnat misterios care organiezează des petreceri extravagante. Într-o zi, Nick se duce să cineze cu verișoara sa, Daisy Buchanan, și soțul acesteia, Tom, care îi fac cunoștință cu Jordan Baker, cu care Daisy dorește să-l cupleze pe Nick. Când Nick se întoarce acasă, el îl vede pe Gatsby pe doc, încercând să atingă o lumină misterioasă verde, venită de pe docul Buchanan.
Jordan îi spune lui Nick că Tom are o amantă ce trăiește în "valea cenușii", o groapă de deșeuri industriale dintre West Egg și New York. La puțin timp după, Nick călătorește în vale, unde se opresc la garajul lui George Wilson și al soției sale, Myrtle, amanta lui Tom. Ulterior, Nick primește o invitație la una dintre petrecerile lui Gatsby. Acolo, el află că a fost singurul care a primit o invitație și că niciunul dintre oaspeți nu îl cunoaște pe Gatsby. Nick o vede acolo pe Jordan, iar cei doi se întâlnesc cu Gatsby. Nick și Gatsby iau prânzul împreună. Pe drum, Gatsby îi spune lui Nick că a fost la Oxford și că este un erou de război, dintr-o familie înstărită din Vestul mijlociu. Ei se duc la un restaurant, unde îi face cunoștință cu partenerul său de afaceri, Meyer Wolfsheim.
Jordan îi spune lui Nick că Gatsby a avut o relație cu Daisy cu cinci ani în urmă și că încă este îndrăgostit de ea. Gatsby ținea acele petreceri extravagante în speranța că Daisy va veni. Gatsby îl roagă pe Nick să o invite pe Daisy la ceai. După o reuniune stânjenitoare, Gatsby și Daisy încep o aventură. Gatsby este dezamăgit atunci când Daisy îi spune că vrea să plece în lume cu el; în schimb, el vrea ca ea să divorțeze de Tom. În cele din urmă, el îl sună pe Nick să-i ceară lui să-l acompanieze până la conacul Buchanan, unde Gatsby și Daisy plănuiesc să-i spună lui Tom că ea îl părăsește. În timpul prânzului, Tom devine suspicios față de Gatsby, dar ea îl oprește pe Gatsby din a dezvălui ceva și sugerează ca toți să meargă la Plaza Hotel; Tom îi conduce pe Nick și Jordan în mașina lui Gatsby, în timp ce Gatsby o conduce pe Daisy în mașina lui Tom. El se oprește la garajul lui George, unde George îi spune lui Tom că el și Myrtle o să se mute, deoarece o suspectează pe aceasta că îl înșeală.
La Plaza, Gatsby îi spune lui Tom că el și Daisy sunt împreună. Tom îl acuză pe Gatsby că nu a fost niciodată la Oxford și că și-a câștigat averea prin afaceri ilegale. Daisy îi spune lui Gatsby că încă îl iubește, dar nu poate spune că nu l-a iubit niciodată pe Tom. Eventual, Gatsby și Daisy pleacă. După ce o confruntă pe Myrtle în legătură cu infidelitatea ei, ea fuge în stradă și este lovită de mașina galbenă a lui Gatsby, crezând că este a lui Tom. După ce află de moartea lui Myrtle, Tom îi spune lui George că mașina galbenă este a lui Gatsby și că îl suspectează pe Gatsby de aventura cu Myrtle. Nick deduce că Daisy conducea, cu toate că Gatsby intenționează să-și asume vina. Nick aude cum Tom îi spune lui Daisy că el va avea grijă de tot, dar decide să nu-i spună lui Gatsby. El îi spune lui Nick că s-a născut sărac; numele său adevărat este James Gatz, și că a rugat-o pe Daisy să-l aștepte până când el va ajunge cineva.
A doua zi, Gatsby aude telefonul sunând și crede că e Daisy. Înainte să apuce să răspundă. Gatsby este împușcat de George, care se sinucide imediat după aceea. La înmormântarea lui Gatsby participă doar reporterii și Nick, de vreme ce Daisy și Tom pleacă din New York. Dezgustat de oraș și de oameni, Nick pleacă după ce face o ultimă plimbare prin conacul părăsit al lui Gatsby, reflectând la optimismul acestuia. În sanatoriu, Nick își termină manuscrisul, pe care îl intitulează Marele Gatsby.

## Distribuție

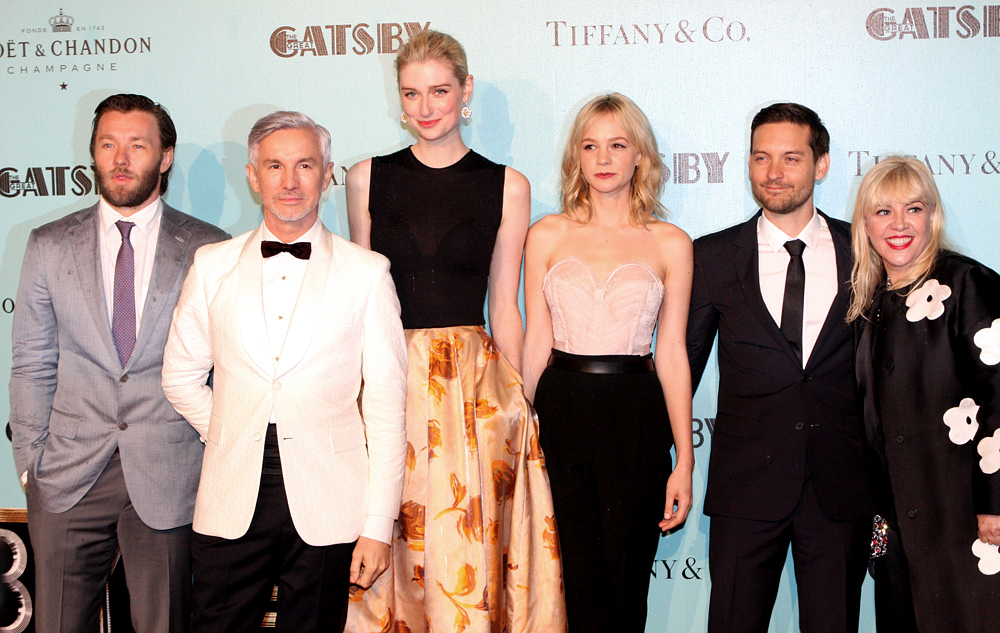
S-D: Joel Edgerton și regizorul Baz Luhrmann, Elizabeth Debicki, Carey Mulligan, Tobey Maguire, împreună cu producătoarea Catherine Martin, la premiera de la Sydney din 22 mai 2013

- Leonardo DiCaprio în rolul lui Jay Gatsby
- Tobey Maguire în rolul lui Nick Carraway
- Carey Mulligan în rolul lui Daisy Buchanan
- Joel Edgerton în rolul lui Tom Buchanan
- Emily Foreman as Pamela "Pammy" Buchanan
- Elizabeth Debicki în rolul lui Jordan Baker
- Isla Fisher în rolul lui Myrtle Wilson
- Jason Clarke în rolul lui George Wilson
- Amitabh Bachchan în rolul lui Meyer Wolfsheim
- Jack Thompson în rolul dr. Walter Perkins
- Adelaide Clemens în rolul lui Catherine
- Callan McAuliffe în rolul tânărului Jay Gatsby
- Richard Carter în rolul lui Herzog
- Max Cullen în rolul lui Owl Eyes "Ochi de bufniță"
- Heather Mitchell în rolul mamei lui Daisy
- Gus Murray în rolul lui Teddy Barton
- Steve Bisley în rolul lui Dan Cody
- Vince Colosimo în rolul lui Michaelis
- Felix Williamson în rolul lui Henri
- Kate Mulvany în rolul dnei. Mckee
- Eden Falk în rolul lui Chester Mckee
- Nick Jantz în rolul lui Robert Stellenbosh
- iOTA în rolul lui Trimalchio
- Brendan Maclean în rolul lui Ewing Klipspringer
- Kahlia și Karinna Greksa în rolul Gemenelor

## Producție

### Dezvoltare
Premergător acestei versiuni, a existat deja o operă și numeroase alte adaptări ale nuvelei omonime aclamate din 1925 a lui F. Scott Fitzgerald. În decembrie 2008, Variety a scris că această adaptare cinematografică îl va avea regizor pe Baz Luhrmann.
Luhrmann a declarat că a filmul va fi actualizat zilelor noastre datorită tematicii ce critică stilul de viață iresponsabil al oamenilor bogați. Pentru a se dedica proiectului, în septembrie 2010, Luhrmann s-a mutat cu familia sa din Australia în Manhattan, unde el intenționa să filmeze Marele Gatsby. În timp ce Luhrmann se afla la Consumer Electronics Show în ianuarie 2011, el a spus celor de la The Hollywood Reporter că a proiectat Marele Gatsby în varianta 3D, cu toate că încă nu s-a decis dacă va și filma în acest format. La sfârșitul lui ianuarie 2011, Luhrmann arăta îndoieli dacă va rămâne la cârma proiectului, dar ulterior a decis că va rămâne.
În 2010, se zvonea că filmul va fi finanțat de Sony Pictures Entertainment dar în 2011, Warner Bros. era aproape să obțină un contract pentru finanțare și distribuirea internațională a filmului.

### Casting
Luhrmann a spus că rezultatele castingului pentru Marele Gatsby au fost "foarte încurajatoare" pentru el. Leonardo DiCaprio a fost distribuit primul, în rolul protagonistului Jay Gatsby. Este a doua oară când Luhrmann și DiCaprio au lucrat împreună; DiCaprio a jucat și în Romeo + Juliet (1996) a lui Luhrmann. Tobey Maguire a primit rolul lui Nick Carraway. Zvonurile spuneau că Amanda Seyfried va primi rolul lui Daisy Buchanan, în octombrie 2010. În noiembrie, Deadline Hollywood a scris că Luhrmann a primit la casting diferite actrițe, incluse Keira Knightley, Rebecca Hall, Amanda Seyfried, Blake Lively, Abbie Cornish, Michelle Williams, și Scarlett Johansson, și a luat-o în considerare pe Natalie Portman, pentru Daisy. La puțin timp după, datorită implicării în filmul We Bought a Zoo (2011), Johansson s-a retras.
Pe 15 noiembrie, Luhrmann a anunțat că Carey Mulligan a primit rolul lui Daisy după ce și-a recitat partea pe 2 noiembrie în New York. Ea a primt rolul la puțin timp după ce Luhrmann le-a arătat audiția executivilor de la Sony Pictures Entertainment, Amy Pascal și Doug Belgrad, care au fost impresionați de implicarea actriței în personaj. Mulligan a izbucnit în lacrimi după ce a aflat că a primit rolul printr-un telefon de la Luhrmann, actrița aflându-se în acel moment pe covorul roșu la un eveniment în New York. Luhrmann a spus: "Am fost privilegiat să explorez personajul cu unele dintre cele mai talentate actrițe ale lumii, fiecare aducând propria interpretare, toate fiind veridice și încântătoare. Cu toate acestea, specific producției de la Marele Gatsby, am fost nerăbdător să o sun acum o oră pe tânăra britanică nominalizată la Oscar Carey Mulligan, și să îi spun: 'Bună, Daisy Buchanan.'"
În aprilie, Ben Affleck era în discuții pentru a juca rolul lui Tom Buchanan, dar a fost nevoit să refuze datorită implicării la Argo (2012). Câteva săptămâni mai târziu, Affleck a fost înlocuit de Joel Edgerton. Bradley Cooper  și Luke Evans au fost și ei luați în considerare pentru rol. Isla Fisher a primit rolul lui Myrtle Wilson. Actrița australiană Elizabeth Debicki a câștigat rolul lui Jordan Baker, la puțin timp după ce a absolvit Colegiul Victorian de Arte.
În timp ce se afla la audiții pentru rolul lui Jordan, cineastul a spus că personajul trebuie să fie "examinată la fel de riguros ca și Daisy", adăugând, "E ca și cum Hamlet-ul lui Olivier a fost cel mai bun Hamlet în acea perioadă. Cine l-ar juca pe Hamlet în prezent? La fel și cu Jordan și Daisy". În iunie 2011, Jason Clarke a primit rolul lui George B. Wilson. Actorul indian Amitabh Bachchan are o apariție cameo în rolul lui Meyer Wolfshiem; acesta a fost primul rol al său la Hollywood .

### Filmări
Marele Gatsby era plănuit să fie turnat în zona New York City, acolo unde romanul are loc, începând din iunie 2011. Regizorul a ales însă să desfășoare filmările principale în Sydney. Ele au demarat pe 5 septembrie 2011, la Fox Studios Australia și s-au încheiat pe 22 decembrie 2011, cu filmări adiacente turnate în ianuarie 2012. Filmul a fost turnat cu camere digitale Red Epic și Zeiss Ultra Prime lenses. Inițial plănuit să fie lansat pe 25 decembrie 2012, pe 6 august 2012, a fost amânat pentru vara lui 2013. În septembrie 2012, data premierei a fost stabilită ca fiind 10 mai 2013. Filmul a avut premiera la Cannes pe 15 mai 2013, la puțin timp după lansarea în format RealD 3D și 2D.

#### Platouri

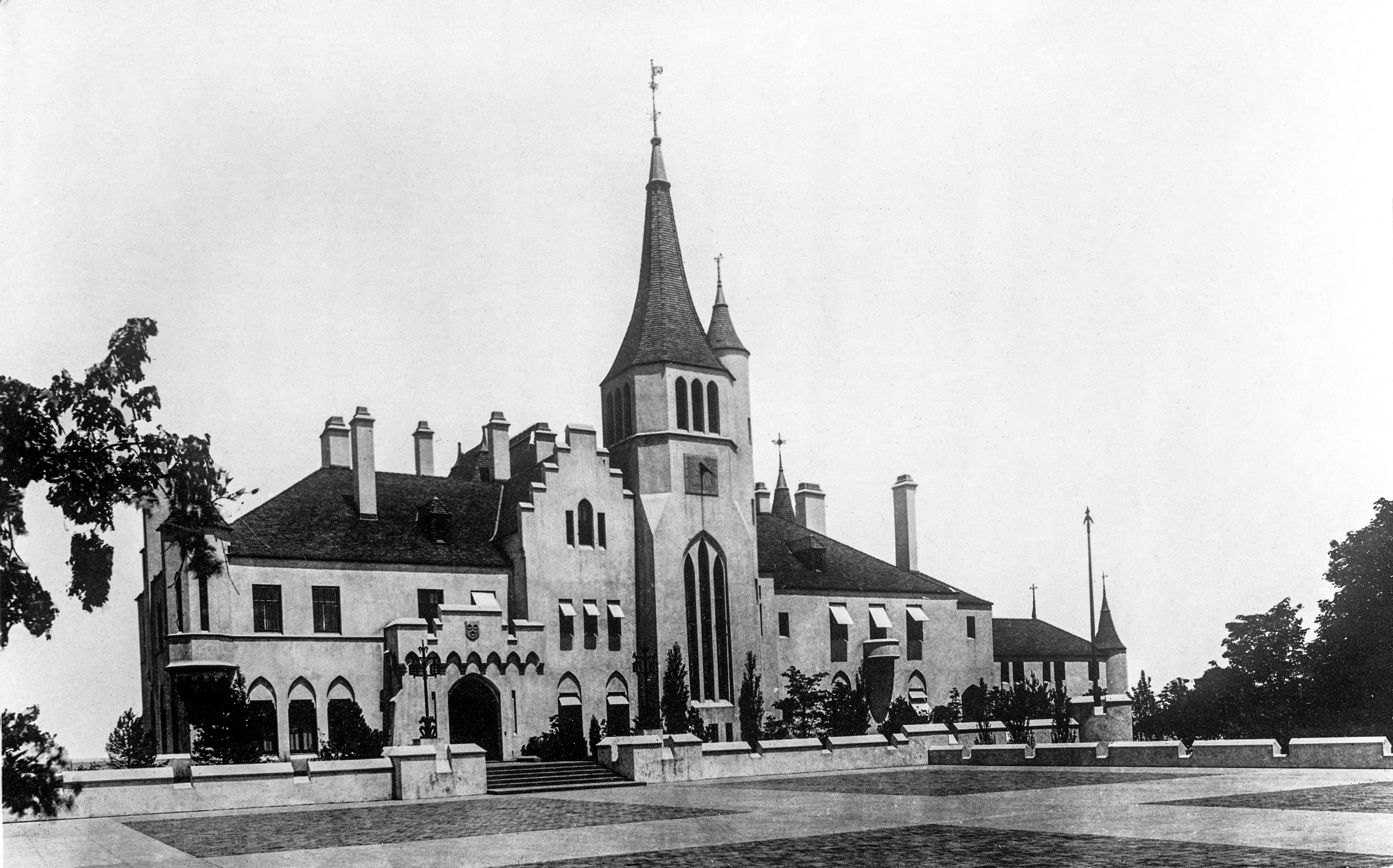
Turnurile Beacon în 1922, în perioada în care Fitzgerald ar fi putut să le știe

Pentru a crea fundalul lumii zugrăvite în film, designera Catherine Martin a spus că echipa a stilizat platourile interioare ale domeniului lui Jay Gatsby cu opulență poleită, într-un stil care îmbină stilul organizat cu Art Deco. Turnurile Beacon, dispărute de mult, crezute de experți ca fiind cele de la care Fitzgerald s-a inspirat pentru domeniul Jay Gatsby, au fost folosite ca inspirație principală pentru casa lui Gatsby din film. Filmările pentru exteriorul domeniului Jay Gatsby s-au desfășurat la Colegiul Internațional de Management din Sydney. Cineaștii s-au mai inspirat din locații precum Gold Coast, Long Island, și pensiuni, inclusiv Castelul Oheka și Domeniul La Selva. Detalii precum casele din Long Island au fost adăugate în post-producție.

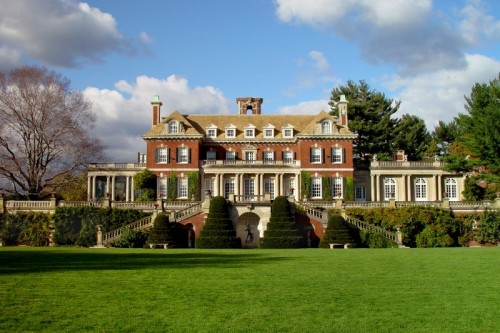
Inspirația pentru domeniul Buchanan a venit de la Vechile Grădini Westbury din New York.

Inspirația pentru domeniul Buchanan a venit de la Vechile Grădini Westbury. Exteriorul a fost filmat pe un platou specializat pe sunet, cu adăugări digitale ulterioare. Platourile de interior pentru domeniul Buchanan au fost inspirate din stilul Hollywood Regency.
Casa lui Nick Carraway a fost concepută ca o casuță intimă, în contrast cu măreția domeniului vecin, cel al a lui Gatsby. Obiectele alese au făcut parte dintr-o tematică pe care designerii au considerat-o un Long Island clasic. Arhitectura combină curentul American Arts and Crafts cu mobilă à la Gustav Stickley și stil Adirondack.
Scena de început a fost filmată la Concord, Sydney, la doar câțiva kilometri de Stadionul Olimpic folosit la Jocurile de vară din 2000.

#### Costume
Mai mulți designeri au fost abordați pentru costumele din film. Marele Gatsby a obținut look-ul emblematic al anilor '20 prin consultarea arhivelor de fashion de la Prada și Miu Miu. Martin a colaborat și cu Frații Brooks pentru costumele purtate de actori și figuranți. Tiffany & Co. a furnizat bijuteriile pentru film. Catherine Martin și Miuccia Prada au fost în spatele garderobei și au lucrat împreună pentru a crea piese cu "flerul european care izbucnea în aristocrația de pe Coasta Estică în anii '20."
Cu toate acestea, istoricii costumieri pentru acea perioadă au spus că garderoba nu a fost autentică, ci doar a fost modernizată pentru a arăta asemănător cu cea din prezent. Cele mai proeminente au fost costumele care evidențiau sânii, precum cel al lui Daisy, în contrast cu moda de piept plat din acea perioadă. În timp ce acțiunea din carte are loc în 1922, filmul include mode din întreaga decadă a anilor '20 și chiar din anii '30. Multe dintre modele din revistele de fashion erau doar concepte și nu erau purtate de femei în viața de zi-cu-zi. Martin a spus că a luat stilul din 1920 și l-a făcut să arate mai sexy, încercând să reinterpreteze stilul de atunci pentru audiența modernă. Alice Jurow, de la Societatea Art Deco din California, a spus că a iubit filmul, dar majoritatea membrilor preferă filme mai în concordanță cu perioadele abordate. Costumele bărbaților au fost mai autentice, doar că pantalonii erau prea strâmți.

## Promovare
Primul trailer al filmului a fost lansat pe 22 mai 2012, cu aproape un an înainte de premiera acestuia. Cântecele apărute în diferite trailere includ: "No Church in the Wild" de Jay-Z și Kanye West; un cover al piesei lui U2 "Love Is Blindness" cântat de Jack White; un cover al piesei lui The Turtles, "Happy Together", cântat de formația Filter; un cover al piesei lui Amy Winehouse, "Back to Black", cântat de André 3000 și Beyoncé; "Young and Beautiful", cântată de Lana Del Rey; și două piese, "Bedroom Hymns" și "Over the Love", cântate de Florence and the Machine.
Pe 15 aprilie 2013, Frații Brooks au lansat "The Gatsby Collection", o colecție de haine bărbătești, pantofi și accesorii "inspirate de costumele lui Catherine Martin din Marele Gatsby". Conform Fashion Weekly, "Îmbrăcămintea nu este bazată doar pe stilul din anii '20: totul era făcut după arhivele brandului din acel timp [...] Brooks Brothers a fost unul dintre inițiatorii look-ului din era Gatsby. Costumele propriu-zise, proiectate de Catherine Martin, se vor afla în buticurile Brooks Brothers."
Pe 17 aprilie 2013, Tiffany & Co. a dezvăluit, în magazinul de pe Fifth Avenue, îmbrăcăminte "inspirată" din filmul lui Luhrmann și creată în colaborare cu designerul Catherine Martin și regizorul Baz Luhrmann. Magazinul de bijuterii a creat și "The Great Gatsby Collection", o gamă de bijuterii pentru a anticipa filmul. Colecția cuprinde 7 piese: o broșă, o diademă, un colier și patru inele diferite, unul dintre ele fiind făcut din platină, cu un diamant de 5,25 carate, toate la prețul de 875.000 de dolari.

## Coloana sonoră
Lansată pe 7 mai 2013, coloana sonoră a fost produsă de Jay-Z și The Bullitts.
Piesa "Young and Beautiful" a fost scrisă de Lana Del Rey și de regizorul filmului, Baz Luhrmann, și a fost lansată la radio ca single. O parte din cântec a apărut în trailerul oficial al filmului, mai exact atunci când personajele jucate de Leonardo DiCaprio și Carey Mulligan își exprimă sentimentele unul față de celălalt. Revista hip hop Rap-Up a spus că piesa este "obsedantă", în timp ce MTV a spus că sună "melancolic". Piesa cântată de Florence and the Machine, "Over the Love", face referire la "lumina verde" din film. Chris Payne de la Billboard a lăudat coverul piesei "Back to Black" a lui Beyoncé și André 300, realizată cu ritmuri electronice. The xx a înregistrat "Together" pentru film, cu Jamie Smith spunându-le celor de la MTV că formația a contribuit la coloana sonoră cu o notă de "disperare", și că au utilizat o orchestră de 30 persoane.
Vorbind despre așteptările pentru coloana sonoră, Baz Luhrman și-a exprimat dorința de a îmbina muzica jazz, caracteristică acelor vremuri, cu prezentul. La fel ca și la piesele alese în Moulin Rouge! și Romeo + Juliet, Baz nu folosește melodiile filmului pentru fundal, ci mai mult pentru a deveni un personaj de sine stătător.

## Recepție

### Încasări
Marele Gatsby a încasat 144,8 milioane de $ în America de Nord și 206,2 milioane de $ în celelalte țări, pentru un box office mondial de 351 milioane de $. Conform Deadline.com, filmul a avut un profit de 58,6 milioane de $.
În America de Nord, Marele Gatsby a câștigat 19,4 milioane de $ în vinerea deschiderii, inclusiv 3,25 milioane de $ din avanpremierele de joi și cele de la miezul nopții. A terminat pe locul 2 în weekendul premierei, în spatele filmului Iron Man 3, cu 51,1 milioane de $. Acesta a fost al șaselea cel mai profitabil weekend de deschidere pentru un film care nu a debutat pe primul loc, al doilea cel mai profitabil weekend de deschidere pentru un film cu Leonardo DiCaprio, în spatele lui Inception, și cel mai profitabil film al lui Luhrmann.

### Reacția criticilor
Pe Rotten Tomatoes, filmul are un rating de 48% bazat pe 264 de recenzii, cu o medie de 5.8/10. Rezumatul de pe site citează, "În timp ce este cu siguranță ambițios—iar imaginea îți ia ochii așa cum te așteptai—Marele Gatsby a lui Baz Luhrmann simpatizează splendoarea vizuală cu riscul de a pierde nucleul rezonant al materialului-sursă." Metacritic i-a acordat filmului un 55 din 100, bazat pe 45 de critici, indicând "recenzii mixte sau mediocre". Audiența de pe CinemaScore i-a acordat o notă de "B" pe o scală de la A+ la F.
Joe Morgenstern de la The Wall Street Journal a simțit că designul laborios a fost un rateu și a apreciat filmul pentru secvențele care au rămas la fel cum au fost imaginate de Fitzgerald, spunând că ceea ce este "total greșit cu acest film este că nu există o realitate la care să te raportezi; este un spectacol în căutarea unui suflet." Recenzia celor de la Chicago Reader spune că "Luhrmann este cea mai greșită persoană pentru a adapta o poveste așa delicat zugrăvită, iar formatul său 3D este o defăimare pentru perioada de vârf a anilor '20." În The Atlantic, Christopher Orr a observat că "Problema cu filmul este că e captivant când nu e Gatsby, dar nu este captivant atunci când e Gatsby."
Recenziile pozitive au inclus-o pe cea a lui A. O. Scott de la The New York Times, care a simțit că adaptarea a fost "distractivă" și "mai puțin o adaptare convențională decât o operă fără valoare și spălăcită sau o piesă de teatru exagerată care să celebreze extravaganța emoțională pe care Fitzgerald a supravegheat-o cu o ambivalență fascinantă"; Scott a sfătuit că "cea mai bună metodă pentru a urmări filmul este de a pune deoparte orice fel de agendă literară pe care ai fi tentat să o ții lângă tine." Ty Burr de la The Boston Globe a lăudat în special prestația lui DiCaprio, spunând că "magnific este singurul cuvânt care poate descrie această prestație – cel mai bun Gatsby de până acum, un superom în șarm și relații, gazda zaiafeturilor fascinante, cu toate că în suflet este un escroc nesigur ale cărui speranțe se leagă de o femeie."
The Scene Magazine i-a acordat un "B-", și a lăudat prestațiile actorilor, în special pe cea a lui Joel Edgerton în rolul lui Tom Buchanan, care "este deosebită și face o treabă excelentă în a evidenția asprimea personajului, în ciuda singurului orizont acordat lui". O nepoată a lui Fitzgerald a lăudat stilul și muzica din film.
Personajul Nick al lui Tobey Maguire a fost primit cu recenzii mixte și negative din partea criticilor, Philip French de la The Guardian numindu-l un rateu "de casting sau de regie;" Ann Hornaday de la The Washington Post spunând că "Tobey Maguire își face prezența sa recesivă obișnuită, fiind abia observabil în evenimentele dinamice la care ia parte sau este doar martor;" în timp ce Elizabeth Weitzman de la New York Daily News a spus că, "în ciuda abilităților observaționale necesare pentru decența de Midwestern a lui Nick", personajul este "orientat spre o prestație mai generală și pe o singură linie". Rick Groen de la The Toronto Star a fost mai pozitiv la adresa personajului lui Maguire, spunând că "naratorul nostru [este] înclinat ocazionalei sale retorici excesive. Dar făcând abstracție de acest lucru, zugrăvirea unei scrieri imaginative și depresive din mintea sa pare să confirme proza încărcată și, pe lângă asta, să apreciem și poezia intrinsecă."

### Premii
| Lista premiilor și nominalizărilor                | Lista premiilor și nominalizărilor | Lista premiilor și nominalizărilor                                | Lista premiilor și nominalizărilor                                                      | Lista premiilor și nominalizărilor |
| Award                                             | Date of ceremony                   | Category                                                          | Recipients and nominees                                                                 | Result                             |
| ------------------------------------------------- | ---------------------------------- | ----------------------------------------------------------------- | --------------------------------------------------------------------------------------- | ---------------------------------- |
| Academy Awards                                    | 2 martie 2014                      | Best Production Design                                            | Catherine Martin (Art Direction); Beverley Dunn (Set Decoration)                        | Câștigat                           |
| Academy Awards                                    | 2 martie 2014                      | Best Costume Design                                               | Catherine Martin                                                                        | Câștigat                           |
| AACTA Awards                                      | 30 ianuarie 2014                   | Best Film                                                         | Baz Luhrmann, Catherine Martin, Douglas Wick, Lucy Fisher, and Catherine Knapman        | Câștigat                           |
| AACTA Awards                                      | 30 ianuarie 2014                   | Best Direction                                                    | Baz Luhrmann                                                                            | Câștigat                           |
| AACTA Awards                                      | 30 ianuarie 2014                   | Best Adapted Screenplay                                           | Baz Luhrmann and Craig Pearce                                                           | Câștigat                           |
| AACTA Awards                                      | 30 ianuarie 2014                   | Best Actor in a Leading Role                                      | Leonardo DiCaprio                                                                       | Câștigat                           |
| AACTA Awards                                      | 30 ianuarie 2014                   | Best Actress in a Leading Role                                    | Carey Mulligan                                                                          | Nominalizare                       |
| AACTA Awards                                      | 30 ianuarie 2014                   | Best Actor in a Supporting Role                                   | Joel Edgerton                                                                           | Câștigat                           |
| AACTA Awards                                      | 30 ianuarie 2014                   | Best Actress in a Supporting Role                                 | Elizabeth Debicki                                                                       | Câștigat                           |
| AACTA Awards                                      | 30 ianuarie 2014                   | Best Actress in a Supporting Role                                 | Isla Fisher                                                                             | Nominalizare                       |
| AACTA Awards                                      | 30 ianuarie 2014                   | Best Cinematography                                               | Simon Duggan                                                                            | Câștigat                           |
| AACTA Awards                                      | 30 ianuarie 2014                   | Best Editing                                                      | Matt Villa, Jason Ballantine, and Jonathan Redmond                                      | Câștigat                           |
| AACTA Awards                                      | 30 ianuarie 2014                   | Best Original Music Score                                         | Craig Armstrong                                                                         | Câștigat                           |
| AACTA Awards                                      | 30 ianuarie 2014                   | Best Sound                                                        | Wayne Pashley, Jenny Ward, Fabian Sanjurjo, Steve Maslow, Phil Heywood, and Guntis Sics | Câștigat                           |
| AACTA Awards                                      | 30 ianuarie 2014                   | Best Production Design                                            | Catherine Martin, Karen Murphy, Ian Gracie, and Beverley Dunn                           | Câștigat                           |
| AACTA Awards                                      | 30 ianuarie 2014                   | Best Costume Design                                               | Catherine Martin, Silvana Azzi Heras, and Kerry Thompson                                | Câștigat                           |
| AACTA International Awards                        | 10 ianuarie 2014                   | Best Supporting Actor                                             | Joel Edgerton                                                                           | Nominalizare                       |
| AACTA International Awards                        | 10 ianuarie 2014                   | Best Direction                                                    | Baz Luhrmann                                                                            | Nominalizare                       |
| Art Directors Guild                               | 8 februarie 2014                   | Excellence in Production Design - Period Film                     | Catherine Martin                                                                        | Câștigat                           |
| British Academy Film Awards                       | 16 februarie 2014                  | Best Costume Design                                               | Catherine Martin                                                                        | Câștigat                           |
| British Academy Film Awards                       | 16 februarie 2014                  | Best Make-up and Hair                                             | Maurizio Silvi, Kerry Warn                                                              | Nominalizare                       |
| British Academy Film Awards                       | 16 februarie 2014                  | Best Production Design                                            | Catherine Martin, Beverley Dunn                                                         | Câștigat                           |
| Costume Designers Guild                           | 22 februarie 2014                  | Excellence in Period Film                                         | Catherine Martin                                                                        | Nominalizare                       |
| Gay and Lesbian Entertainment Critics Association | 21 ianuarie 2014                   | Campy Flick of the Year                                           |                                                                                         | Nominalizare                       |
| Gay and Lesbian Entertainment Critics Association | 21 ianuarie 2014                   | Visually Striking Film of the Year                                |                                                                                         | Nominalizare                       |
| Empire Awards                                     | 30 martie 2014                     | Best Female Newcomer                                              | Elizabeth Debicki                                                                       | Nominalizare                       |
| Grammy Awards                                     | 26 ianuarie 2014                   | Best Compilation Soundtrack for Visual Media                      | Baz Luhrmann                                                                            | Nominalizare                       |
| Grammy Awards                                     | 26 ianuarie 2014                   | Best Song Written For Visual Media                                | Young and Beautiful Music by Lana Del Rey and Rick Nowels, Lyrics by Lana Del Rey       | Nominalizare                       |
| Grammy Awards                                     | 26 ianuarie 2014                   | Best Score Soundtrack For Visual Media                            | Craig Armstrong                                                                         | Nominalizare                       |
| International 3D Society's Creative Arts Awards   | 28 ianuarie 2014                   | Outstanding Live Action 3D Feature Film                           |                                                                                         | Nominalizare                       |
| Motion Picture Sound Editors Golden Reel Awards   | 16 februarie 2014                  | Best Sound Editing: Music Score in a Feature Film                 | Jason Ruder                                                                             | Câștigat                           |
| Satellite Awards                                  | 23 februarie 2014                  | Best Art Direction and Production Design                          | Catherine Martin (Art Direction); Beverley Dunn (Set Decoration)                        | Câștigat                           |
| Satellite Awards                                  | 23 februarie 2014                  | Best Costume Design                                               | Catherine Martin                                                                        | Nominalizare                       |
| Satellite Awards                                  | 23 februarie 2014                  | Best Original Song                                                | Young and Beautiful Music by Lana Del Rey and Rick Nowels, Lyrics by Lana Del Rey       | Câștigat                           |
| St. Louis Gateway Film Critics Association        | 14 decembrie 2013                  | Best Cinematography                                               | Simon Duggan                                                                            | Nominalizare                       |
| St. Louis Gateway Film Critics Association        | 14 decembrie 2013                  | Best Art Direction                                                |                                                                                         | Câștigat                           |
| St. Louis Gateway Film Critics Association        | 14 decembrie 2013                  | Best Soundtrack                                                   |                                                                                         | Nominalizare                       |
| Visual Effects Society Awards                     | 12 februarie 2014                  | Outstanding Supporting Visual Effects in a Feature Motion Picture | Chris Godfrey, Prue Fletcher and Joyce Cox                                              | Nominalizare                       |
| Washington D.C. Area Film Critics Association     | 9 decembrie 2013                   | Best Director                                                     | Baz Luhrmann                                                                            | Nominalizare                       |
| Washington D.C. Area Film Critics Association     | 9 decembrie 2013                   | Best Art Direction                                                | Catherine Martin and Beverley Dunn                                                      | Câștigat                           |
| Washington D.C. Area Film Critics Association     | 9 decembrie 2013                   | Best Cinematography                                               | Simon Duggan                                                                            | Nominalizare                       |
| Young Artist Awards                               | 4 mai 2014                         | Best Supporting Young Actor in a Feature Film                     | Callan McAuliffe                                                                        | Câștigat                           |

## Legături externe
- Site web oficial
- The Great Gatsby: informații despre roman și film
- The Great Gatsby la Internet Movie Database
- The Great Gatsby la Rotten Tomatoes
- The Great Gatsby la Metacritic
- The Great Gatsby: informații despre roman și film